# Breakthrough of the Year
Breakthrough of the Year (do 1995 Molecule of the Year) – nagroda naukowa przyznawana corocznie przez czasopismo Nature, która ma na celu „wyróżnić przełomy naukowe danego roku, które prawdopodobnie będą mieć największy wpływ na rozwój nauki i pożytek dla społeczeństwa”.
Wyróżnienie nie jest przyznawane odkryciom danego roku, lecz osiągnięciom, które w danym roku wydają się mieć przełomowe znaczenie dla przyszłości.

## Historia
Czasopismo przyznało nagrodę po raz pierwszy w 1989 reakcji łańcuchowej polimerazy, kiedy wyróżnienie działało jeszcze pod nazwą „Molecule of the Year”. Nagroda inspirowana była przyznawaną przez tygodnik Time nagrodą człowieka roku. W 1995 roku zmieniono nazwę nagrody na bardziej uniwersalną Breakthrough of the Year. Przyznanie tego wyróżnienia ma na celu podkreślić znaczenia nauki w poprawie jakości życia ludzi i ukazać, iż odkrycia naukowe możliwe są dzięki pracy wielu oddanych pracowników.

## Lista wyróżnień

### Molecule of the Year
| Rok  | Wyróżniono | Wyróżniono                    |
| ---- | ---------- | ----------------------------- |
| 1989 |            | reakcja łańcuchowa polimerazy |
| 1990 |            | diamenty syntetyczne          |
| 1991 |            | buckminsterfulleren           |
| 1992 |            | tlenek azotu                  |
| 1993 |            | białko p53                    |
| 1994 |            | enzymy naprawy DNA            |
| 1995 |            | kondensat Bosego-Einsteina    |

### Breakthrough of the Year
| Rok  | Wyróżniono | Wyróżniono                                                                    |
| ---- | ---------- | ----------------------------------------------------------------------------- |
| 1996 |            | zrozumienie wirusa HIV                                                        |
| 1997 |            | sklonowanie owcy Dolly metodą transferu jądrowego                             |
| 1998 |            | przyspieszenie ekspansji wszechświata                                         |
| 1999 |            | terapia komórkami macierzystymi                                               |
| 2000 |            | sekwencjonowanie DNA                                                          |
| 2001 |            | nanoukłady                                                                    |
| 2002 |            | interferencja RNA                                                             |
| 2003 |            | ciemna energia                                                                |
| 2004 |            | odkrycie wody na Marsie przez łaziki Spirit i Opportunity                     |
| 2005 |            | wykazanie działania ewolucji                                                  |
| 2006 |            | udowodnienie hipotezy Poincarégo przez Grigorija Perelmana                    |
| 2007 |            | różnorodność genetyczna ludzi                                                 |
| 2008 |            | reprogramowanie komórek                                                       |
| 2009 |            | ardipithecus ramidus                                                          |
| 2010 |            | pierwsza maszyna kwantowa                                                     |
| 2011 |            | profilaktyka HIV (HPTN 052)                                                   |
| 2012 |            | odkrycie bozonu higgsa                                                        |
| 2013 |            | immunoterapia nowotworów                                                      |
| 2014 |            | misja sondy Rosetta                                                           |
| 2015 |            | metoda CRISPR/Cas                                                             |
| 2016 |            | zaobserwowanie fal grawitacyjnych przez obserwatorium LIGO                    |
| 2017 |            | zaobserwowanie połączenia gwiazd neutronowych                                 |
| 2018 |            | sekwencjonowanie z pojedynczej komórki                                        |
| 2019 |            | pierwsze zdjęcie ukazujące cień czarnej dziury                                |
| 2020 |            | opracowanie i przetestowanie szczepionki przeciw COVID-19 w rekordowym tempie |
| 2021 |            | przewidywanie struktury białekprzez AlphaFold                                 |
| 2022 |            | Kosmiczny Teleskop Jamesa Webba                                               |
| 2023 |            | agonisty receptora GLP-1                                                      |
| 2024 |            | Lenakapawir                                                                   |